# بنیاد بیماری‌های نادر ایران
بنیاد بیماری‌های نادر ایران، نهادی غیرانتفاعی است که در سال ۱۳۷۸ به همت   داودیان تأسیس شده و به‌طور مستقل فعالیت خود را ادامه داده‌است. این بنیاد ضمن اخذ مقام مشورتی اکوسوک، نائل به عضویت  کامل و رسمی یوروردیز (اتحادیه بیماری‌های نادر اروپا)، آر-دی-آی (شبکه بین‌المللی بیماری‌های نادر)، آیکورد (مجمع کنفرانس‌های بین‌المللی بیماری‌های نادر)، ریرکانکت (شبکه ارتباطی بیماران نادر) نیز نائل آمده‌است.

## اهداف
این بنیاد با هدف بهبود کیفیت زندگی مبتلایان به بیماری‌های نادر اهداف و رسالت ذیل را دنبال می‌کند
- انجام مطالعات پژوهشی و علمی در حوزه بیماری‌های نادر و همکاری با جامعه پزشکی کشور در خصوص شناسایی این بیماری‌ها و همکاری مداوم با مراکز تحقیقاتی خارج از کشور در راستای تبادل داده‌ها و استفاده از تحقیقات انجام شده توسط آنان
- تشکیل انجمنهای تخصصی بیماری‌های نادر به منظور توانمندسازی بیماران نادر و خانواده‌های آنان
- ارائه کمک‌های بیمه‌ای به بیماران نادر ایران
- تأسیس درمانگاه و کلینیک‌های تخصصی و فوق تخصصی، مراکز تصویربرداری پزشکی و آزمایشگاهی مجهز، به منظور استفاده بیماران نادر از امکانات پزشکی موجود به صورت رایگان
- پیگیری مشکلات و مسائل و معاضدت‌های اجتماعی، اقتصادی و قضایی بیماران نادر و خانواده‌هایشان و حامیان آنان
- راهنمائی و هدایت موارد دارویی و درمانی بیماران نادر

باور متولیان بنیاد بیماری‌های نادر ایران بر این است: " بیماران نادر مرز نمی‌شناسند و نادر هستند اما تنها نمی‌مانند."